# آر.دی. وینگفیلد
آر. دی. وینگفیلد (انگلیسی: R. D. Wingfield؛ ‏ ۶ ژوئن ۱۹۲۸ – ۳۱ ژوئیهٔ ۲۰۰۷) مؤلف و نمایشنامه‌نویس اهل بریتانیا بود.
از فیلم‌ها یا مجموعه‌های تلویزیونی که وی در آن‌ها نقش داشته‌است، می‌توان به اندکی فراست اشاره نمود.